# Многодетная семья Фёдора Васильева

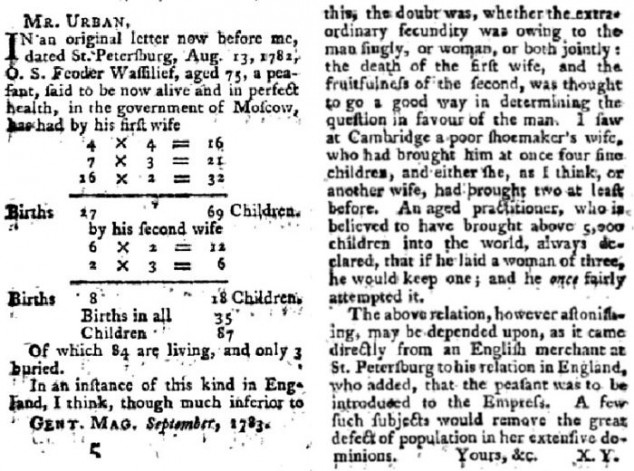
Упоминание о детях, рожденных Фёдором

Русский крестьянин Фёдор Васи́льев был женат дважды и имел 87 детей: 69 от первой жены и 18 от второй. Его первая жена является мировым рекордсменом по числу рождённых детей и входит в Книгу рекордов Гиннесса.